# Пономаренко Артем Олександрович
Артем Олександрович Пономаренко (рос. Артём Александрович Пономаренко; 12 травня 1993, Яковлєвка, Росія — 11 жовтня 2023, Україна) — російський офіцер, молодший лейтенант ЗС РФ. Герой Російської Федерації.

## Біографія
В 2010 році закінчив Астирівську середню загальноосвітню школу. В 2011/12 роках проходив строкову службу в ЗС РФ. В 2014 році повернувся в армію, служив в 15-й окремій мотострілецькій бригаді. Учасник анексії Криму. В 2016 і 2018 роках брав участь в інтервенції в Сирію. З листопада 2020 по травень 2021 року служив в Нагірному Карабасі. З 24 лютого 2022 року брав участь у вторгненні в Україну, командир 2-ї мотострілецької роти мотострілецького батальйону своєї бригади. Загинув у бою. 21 жовтня 2023 року був похований в Новокуйбишевську.

## Нагороди
Отримав численні нагороди, серед яких:
- Орден Мужності
- Медаль Суворова
- Медаль «За бойові заслуги» — нагороджений двічі.
- Медаль «За зміцнення бойової співдружності»
- Медаль «За повернення Криму»
- Медаль «Учаснику військової операції в Сирії»
- Медаль «За участь у військовому параді в День Перемоги»
- Звання «Герой Російської Федерації» (25 грудня 2023, посмертно) — «за мужність і героїзм, проявлені під час виконання військового обов'язку.»